# CAIDI
CAIDI (Customer Average Interruption Duration Index) – wskaźnik przeciętnego czasu potrzebnego do przywrócenia zasilania odbiorcy w przypadku wystąpienia awarii.
CAIDI = łączny roczny czas wyłączeń nieplanowanych / liczba odbiorców wyłączonych